# Ahmad Szauki

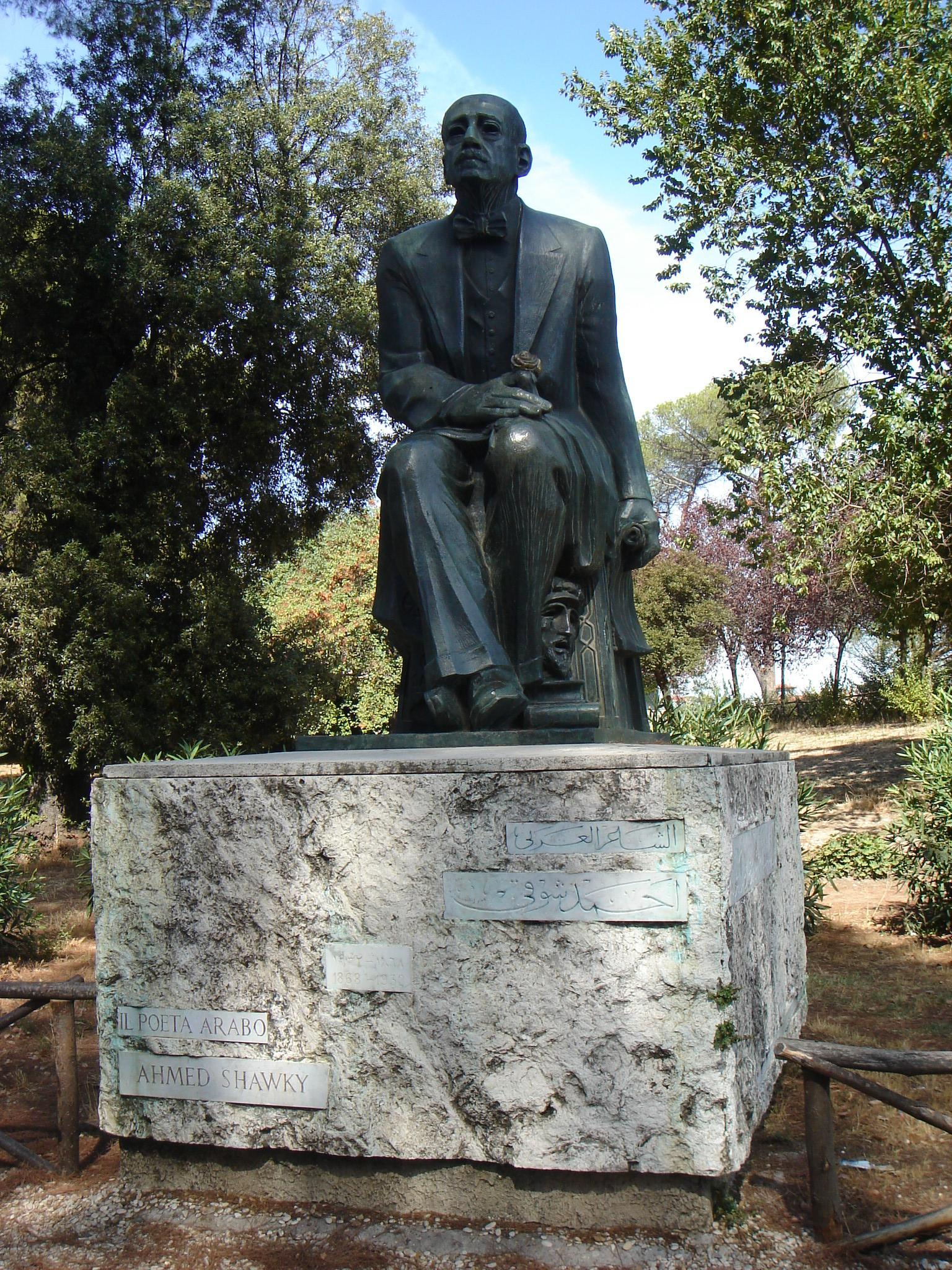
Pomnik Szauki w Villa Borghese, Rzym

Ahmad Szauki (ur. 1868 w Kairze, zm. 23 października 1932; arabski: أحمد شوقي) – egipski poeta i dramaturg, uznawany za jednego z najwybitniejszych pisarzy arabskojęzycznych przełomu XIX i XX wieku.

## Życiorys
Miał pochodzenie czerkieskie, tureckie, kurdyjskie i greckie.
Po odbyciu studiów wyższych we Francji pełnił, do 1914 roku, funkcję nadwornego poety kedywa. Protureckie poglądy były przyczyną jego przymusowej emigracji, podczas której przebywał do 1919 roku w Barcelonie. Do swojej ojczyzny powrócił po zakończeniu I wojny światowej, gdzie rozkwitł jego wielki talent poetycki. Nazywany jest Księciem poetów (ar. Amir al- Shu’araa).
Zajmował się pisaniem wierszy patriotycznych, a także między innymi poematów historycznych. Swoją twórczość wzorował na styl wielkich arabskich neoklasyków, takich jak np. Al-Mutanabbi. Jest autorem wielu wspaniałych pod względem formy i nowoczesnej treści kasyd. Dodatkowo zasłynął także jako dramaturg, pisząc utwory, których tematyka dotyczyła starożytnego Egiptu, a także dawnej historii Arabów. Ahmad Szauki w swoich dziełach poetyckich posługiwał się pięknym językiem klasycznym. Z drugiej strony chcąc zachować realizm swoich komedii, a także przybliżyć je szerszej publiczności, pisał je dialektem egipskim.
Ahmad Szauki jest autorem przekładów z języka francuskiego na arabski poezji Lamartine’a, a także bajek pióra La Fontaine’a.
Na język polski przełożone zostały drobne fragmenty utworów poetyckich Szaukiego, zamieszczone w opracowaniu Nowa i współczesna literatura arabska 19 i 20 w., Warszawa 1978, s. 237–241.

## Ważniejsze dzieła

### Dramaty
- 1893 – علي بك الكبير ('Ali Bek al-Kabir, Wielki Ali Bej)
- 1927 – مصرع كليوبترا (Masra’ Klijubatra, Śmierć Kleopatry)
- 1931 – مجنون ليلى (Madżnun Lajla)
- 1931 – قمبيز (Qambiz)
- 1932 – أميرة الأندلس (Amirat al-Andalus, Księżniczka Andaluzji)
- 1933 – عنترة ('Antara)
- 1932 – الست هدى (As-sitt Hoda, Pani Hoda – komedia)

### Poezja
- 1898 – الشوقيات (Asz-Szaukijjat, Poematy Szaukiego)
- 1898 – نهج البردة (Nahdż al-burda; słynny poemat o proroku Mahomecie)
- 1939 – دول العرب وعظماء الاسلام (Duwal al-'arab wa ‘uzma’ al-islam)